# Помфрет, Эрни
Эрнест (Эрни) Помфрет (англ. Ernest (Ernie) Pomfret; 18 апреля 1941, Хасуэлл, Дарем — 1 мая 2001, Сандерленд, Северо-Восточная Англия) — английский и британский легкоатлет, выступавший в беге с препятствиями и беге на длинные дистанции. Участник летних Олимпийских игр 1964 года.

## Биография
Эрни Помфрет родился 18 апреля 1941 года в британской деревне Хасуэлл.
Выступал в легкоатлетических соревнованиях за «Хоутон Харриерз» из Сандерленда.
В 1964 году вошёл в состав сборной Великобритании на летних Олимпийских играх в Токио. В беге на 3000 метров с препятствиями занял в полуфинале 3-е место, показав результат 8 минут 45,2 секунды, в финале — последнее, 10-е место с результатом 8.43,8, уступив 13 секунд завоевавшему золото с олимпийским рекордом Гастону Рулантсу из Бельгии.
В 1966 году выступал на Играх Британской империи и Содружества наций в Кингстоне. Занял 6-е место в беге на 3000 метров с препятствиями (8.41,6).
В том же году участвовал в чемпионате Европы в Будапеште. Вышел в финал бега на 3000 метров с препятствиями, где занял последнее, 12-е место (8.40,6).
Умер 1 мая 2001 года в Сандерленде.

## Личный рекорд
- Бег на 3000 метров с препятствиями — 8.37,0 (15 июля 1967, Лондон)[1][3]